# Persibo Bojonegoro
El Persatuan Sepakbola Indonesia Bojonegoro, conocido como Persibo, es un equipo de fútbol profesional de Indonesia que juega en la Liga Indonesia.
Fue fundado en el año 1949 en la ciudad de Bojonegoro, aunque su condición de equipo profesional la obtuvieron hasta el año 2000. Nunca ha ganado la Liga Indonesia, aunque han ganado la Piala Indonesia en 1 ocasión y con ello obtuvieron el derecho de jugar su primer torneo continental de su historia, la Copa de la AFC 2013.

## Palmarés
- Piala Indonesia: 1

2012

## Participación en competiciones de la AFC
- Copa AFC: 1 aparición

2013 -

## Entrenadores desde la Era Profesional
- Jamrawi (2001–03)
- Sanusi Rahman (2003–06)
- Hanafi (2006)
- Gusnul Yakin (2006–08)
- Sartono Anwar (2008–10)
- Paulo Camargo (2011–)

## Jugadores destacados
- Adam Harrys
- Carlos Eduardo
- Victor da Silva
- Li Zhixing
- Morris Power Bayour
- Varney Pas Boakay

## Entrenadores
- Jamrawi (2001–03)
- Sanusi Rahman (2003–06)
- Hanafi (2006)
- Gusnul Yakin (2006–08)
- Sartono Anwar (2008–10)
- Paulo Camargo (2011)
- Sartono Anwar (2011–12)
- Suharno (2013)
- Wim Rijsbergen (2014-)